# Malatesta da Verucchio
Malatesta da Verucchio, italijanski kondotjer, * 1212, † 1312.
1. 1 2  Leo van de Pas Genealogics — 2003.
2. 1 2  Enciclopedia Sapere — De Agostini Editore, 2001.
3. ↑  Falcioni A. Dizionario Biografico degli Italiani — 2007. — Vol. 68.